# Abbé

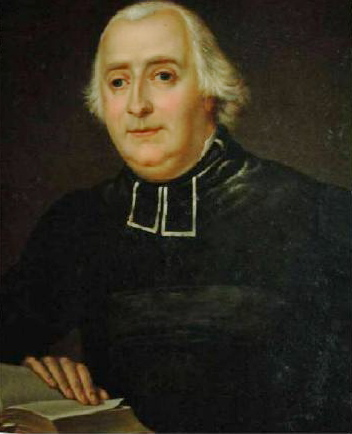
Abbé Caron, 1760–1821

Abbé (von spätlat. abbas, aus aram. abba „Vater“, aus hebr. ab) ist in Frankreich eine seit dem 17. Jahrhundert gebräuchliche Anrede für katholische Diözesanpriester, die in der Hierarchie der Kirche keinen besonderen Rang bekleiden. Der Abbé ist vom Curé zu unterscheiden, einem Priester, der als Pfarrer bzw. Pastor einer Pfarre vorsteht. Außerdem ist abbé das französische Wort für Abt, bezeichnet also den Vorsteher eines eigenständigen Klosters im Rang einer Abtei. Allerdings werden französische Äbte nicht mit Abbé angesprochen, sondern in der Regel mit „Dom“ (Kurzform für lateinisch Dominus, „Herr“).
Aufgrund eines Abkommens (Konkordat von Bologna, Régime de la commende), das am 19. Dezember 1516 in Bologna zwischen Papst Leo X. und König Franz I. von Frankreich geschlossen worden war, besaßen die Könige von Frankreich das Recht, 225 Kommendataräbte (abbés commendataires) für fast alle französischen Abteien zu ernennen. Diese Äbte bezogen eine regelmäßige Zuwendung aus den Einkünften des Klosters (Kommende), ohne dort residenzpflichtig zu sein und ihr Leitungsamt tatsächlich wahrzunehmen (Sinekure). Es handelte sich um eine Form, die Versorgung des Adels zu gewährleisten (Pfründe). Die tatsächliche Leitung des Klosters nahm der als Prior bezeichnete Stellvertreter des Abtes wahr. Die Kommendataräbte konnten ihr Leben relativ frei und unabhängig gestalten, mussten allerdings bereit sein, sich zumindest zum Subdiakon ordinieren zu lassen. Als Kleriker waren sie dann anders als Laien an die Zölibatsverpflichtung gebunden.
In der Vorrevolutionszeit gab es in Frankreich viele unverheiratete Angehörige des niederen Adels, die als Aspiranten eine Stellung als Kommendatarabt anstrebten, die niederen Weihen erhalten hatten und sich mit Abbé anreden ließen. Sie wirkten beispielsweise als Hauslehrer, Gewissensräte oder Bedienstete wohlhabender Gönner oder Familien, widmeten sich ihren Studien oder der Schriftstellerei oder zogen beschäftigungslos umher. Viele solcher Abbés waren an einer geistlichen Laufbahn nicht interessiert und schieden nach einer Zeit wieder aus dem Klerikerstand aus, wenn ihre Bemühungen um eine gut dotierte Kommende erfolglos blieben oder sich die Gelegenheit zu einer einträglicheren Ehe bot.
Die typische Tracht eines französischen Abbés im 18. Jahrhundert bestand aus einem schwarzen oder dunkelvioletten Talar oder Herrenrock (Justaucorps) mit weiß umrandeten Beffchen; über der Tonsur wurde häufig eine Perücke getragen.
Die Figur des Abbés ist ein häufiges Motiv in Werken der französischen Literatur, zu nennen ist etwa der Titelheld von Denis Diderots Satire Rameaus Neffe. Auch bekannte französische Autoren gehörten dem Klerus an, so etwa der Abbé Prévost, Verfasser des berühmten Romans Manon Lescaut (1731).